# ده افغانان
ده افغانان (به معنی دهکده افغانها) یک محله در مرکز شهر کابل، افغانستان است. این محله بخشی از ناحیه ٢ کابل است. اینجا روزگاری یک دهکده کوچک پشتون بود که در فضای باز پارک زرنگار که توسط امیر عبدالرحمن خان در اوایل دهه ١٩۰۰ ساخته شده بود، گسترش یافت. امروز پارک زرنگار بزرگترین پارک شهری در مرکز شهر کابل است و مقبره ای عبدالرحمن خان در آنجا قرار دارد. ده افغانان یکی از اصلی ترین مناطق تجاری شهر است و میزبان مقر اصلی شهرداری، چندین ساختمان وزارتخانه، بانک ها، هتل سرینا و قسمتی از ارگ می باشد. در سال ٢۰۰٩ مسجد عبدالرحمن تکمیل و در منطقه افتتاح شد. این محله شامل ترکیبی از مسکن تاریخی در کنار ساختمان های مدرن تجاری است.